# L'Oracle (Matrix)
Pour les articles homonymes, voir Oracle.
L'Oracle est un personnage de fiction féminin dans la série de films The Matrix, créé par les Wachowski, et interprété par Gloria Foster dans le premier et le second film et Mary Alice dans le troisième film. Le personnage apparait aussi dans le jeu vidéo Enter the Matrix et le jeu de rôle en ligne massivement multijoueur The Matrix Online.

## Histoire
Dans le premier film, c'est un personnage mystérieux et pourtant puissant, incongrûment décrite comme une vieille dame joyeuse qui fume des cigarettes et cuisine des cookies. Elle possède le don de voyance, qu'elle utilise pour conseiller et guider les humains qui combattent les machines. Plus tard elle révèle qu'elle est en fait un programme informatique intégré dans la nature même de la Matrice. Que ses pouvoirs de prédiction soient déterministes ou non est l'un des sujets principaux des trois films. Elle prétend qu'elle n'a pas la capacité de voir au-delà de son propre choix, expliquant que personne, y compris elle-même, ne peut voir au-delà d'un choix qu'il ne comprend pas. Cela devient clair à travers les films que ses pouvoirs ne peuvent pas être utilisés pour prédire les conséquences des actions de Neo, qui utilise son libre arbitre lorsqu'il défie l'Architecte (en).
Son pouvoir de voyance n'est cependant probablement pas basé sur la connaissance d'un futur prédéterminé, mais plutôt sur des calculs mathématiques ; l'Architecte révèle que l'Oracle est un « programme conçu pour comprendre la psychologie humaine » ; permettant ainsi à la Matrice de s'adapter à la majorité de la population humaine. Elle présente une capacité à prédire les événements directement liés à la nature et/ou à la programmation de la Matrice, et des réactions humaines naturelles basées sur ses connaissances dans ce domaine. Cela devient clair dans sa prédiction du choix de Neo lorsqu'il doit choisir entre sauver la vie de Morpheus ou la sienne. Elle prédit l'événement le plus probable comme lorsqu'elle sait que les agents sont à la recherche de Morpheus et de « l'élu », ou lorsqu'elle voit les actions et les réactions de Cypher (comme lors de la conversation avec l'agent Smith). Un autre exemple est la prédiction concernant Neo sur son choix lors du second film, Matrix Reloaded ; elle avait existé à travers cinq versions, et indépendamment de la capacité de l'élu d'exercer son libre arbitre, elle a vécu une série d'événements qui se sont passés et qui ont poussé « l'élu » vers la Source.
Neo rencontre l'Oracle dans deux endroits différents lors des films. Dans le premier Matrix, il la rencontre dans un appartement occupé par différents enfants pouvant potentiellement être l'élu à cause de leur capacité à contrôler leur environnement. Pendant Matrix Reloaded, il retourne dans cet appartement mais le trouve vide, il découvrira plus tard qu'elle l'attend dans une cour pavée entre deux immeubles. Elle était assise avec des bonbons qui ressemblent à la pilule rouge que Neo prend pour se libérer de la Matrice. Dans Matrix Revolutions, ils se rencontrent à nouveau dans la cuisine de l'appartement, quelque temps après que Morpheus et Trinity sont venus lui demander conseil.
Dans Matrix Revolution et Enter the Matrix, il est expliqué que Kamala et Rama Kandra, les parents de Sati, qui ont négocié avec le Mérovingien, ont donné le code permettant d'arrêter l'Oracle en échange du droit de passage pour que leur fille rejoigne la Matrice, grâce à l'homme du train, en tant qu’exilée. En réalité, Mary Alice joue l'Oracle car Gloria Foster est décédée à la suite de complications de son diabète avant d'avoir pu tourner dans Matrix Revolution. Dans ce dernier, l'Oracle fait allusion à son véritable but, qui est d'apporter un déséquilibre dans l'équation que forme la Matrice. Dans ce but, elle est opposée à son homologue, l'Architecte, dont le but est d'amener l'équilibre dans cette même équation.
Comme l'Architecte l'explique dans Matrix Reloaded, lui et l'Oracle ont des rôles très différents à jouer pour maintenir la stabilité dans la Matrice. L'oracle répand la prophétie de l'élu qui réussira à vaincre les machines, et les humains qui choisissent d'y croire sont autorisés à être déconnectés du système volontairement[réf. nécessaire]. Ils créent la ville de Zion (en) dans le monde réel, qui, lorsqu'elle devient une menace pour les machines après avoir augmenté sa population, est attaquée par l'Architecte. Il envoie des machines pour détruire Zion et réunir l'élu avec la Source, relançant la Matrice et gardant le contrôle sur les humains pour un cycle de plus. Quand Neo rencontre l'Architecte, ce cycle en est à sa sixième répétition.
Cette relation de Yin et yang est elle-même une forme d'équilibre entre des forces opposés, cela devient donc évident que l'Architecte et l'Oracle sont les deux forces de cette balance dans la Matrice, opposant la faillibilité des humains à la logique des machines. Cette idée est imprégnée dans les films par l'Oracle, qui porte des vêtements yin-yang pendant les trois films. Ce processus de balance entre les deux forces est accentué par le conflit entre Smith et Neo à la fin du troisième film Matrix, lorsqu'ils s'annulent l'un l'autre, suggérant une collision entre matière et antimatière.
Dans le premier film, l'agent Smith révèle que la première Matrice était un échec car elle était trop parfaite pour que les humains l'acceptent. Cela a été révélé dans The Matrix Online, présentée comme la version paradisiaque de la Matrice. L'Architecte le confirme (ainsi que sa propre responsabilité pour sa création) dans le deuxième film, ajoutant qu'il a également créé une deuxième Matrice basée sur la nature et l'histoire humaine (tel qu'il la perçoit sans l'Oracle), qui fut aussi un échec ; cette version est connue comme la version cauchemardesque de la Matrice. En intégrant l'Oracle, qui enquête sur le psychisme humain, il veut créer une simulation que les humains accepteraient. Un système stable est créé dans la troisième version de la Matrice, tandis que la prophétie de l'élu fait en sorte de continuer les cycles.
Dans les deux derniers films, l'Oracle réussit à faire pencher la balance dans la Matrice (voyant l’avènement de Neo et de Smith) jusqu'à ce qu'elle soit presque détruite. Ce faisant, elle réussit à amener une solution dans laquelle les machines et les humains peuvent coexister en paix. L'Architecte déclare alors qu'elle a joué un jeu très dangereux en aidant les humains, ce à quoi elle répond que le changement est toujours dangereux. L'Architecte promet également à l'Oracle que les humains désirant être libres pourront quitter la Matrice. Quand on lui demande si Neo reviendra, elle dit qu'elle suspecte qu'ils le reverront encore, indiquant qu'il pourrait toujours être en vie, ou qu'il pourrait s'être réincarné.

## The Matrix Online
L'Oracle fait de fréquentes apparitions à Debir Court dans The Matrix Online avant l'annulation du jeu en 2009, le personnage assiste les « pilules rouges » qui ont besoin d'être guidées durant leurs missions.

## Réception
L'Oracle est présenté par Matthew Hughey comme un exemple de magical negro (en) dans la trilogie Matrix. Il note que la Matrice est le plus souvent présentée comme une ville propre et brillante, pleine de gens blancs, mais quand Neo est amené à l'Oracle, qui l'oriente pour qu'il devienne un héros, elle est dépeinte comme une fumeuse, qui fait des cookies, ce qui la présente comme une Welfare queen. Tani Danica Sanches pense que contrairement à l'oracle de la mythologie grecque, l'Oracle dans Matrix n'est pas présenté comme conforme aux idéaux de beauté. Sanchez estime que sa préoccupation des enfants la présente comme une figure de grand-mère bienveillante. L'Oracle est un programme informatique, qui, contrairement à l'Architecte et à l'agent Smith, n'est pas un homme. Elle introduit la notion de choix dans la Matrice, en opposition à l'architecte qui prêche le destin et l'inéluctable.